# Cicurina holsingeri
Cicurina holsingeri là một loài nhện trong họ Dictynidae.
Loài này thuộc chi Cicurina. Cicurina holsingeri được Willis J. Gertsch miêu tả năm 1992.